# Milhão (Braganza)
Milhão era una freguesia portuguesa del municipio de Braganza, distrito de Braganza.

## Historia
Fue suprimida el 28 de enero de 2013, en aplicación de una resolución de la Asamblea de la República portuguesa promulgada el 16 de enero de 2013 al unirse con la freguesia de Rio Frio, formando la nueva freguesia de Rio Frio e Milhão.

## Economía
Las gentes del lugar se dedican fundamentalmente a la agricultura, las actividades pecuarias, la construcción civil y la carpintería.

## Festividades
Las festividades se reparten entre:
- San Lorenzo S. Lourenço (10 de agosto, patrón de la fregesía)
- San Antonio (13 de junio)
- Nuestra Señora de la Asunción (15 de agosto)
- San Pablo (Primer domingo de agosto)